# Rajarhat Gopalpur
Rajarhat Gopalpur est une ville d’Inde situé dans l’État du Bengale-Occidental.

## Démographie
En 2001 sa population atteignait 402 844 habitants.